# Драготени (Бихор)
Драготени (рум. Drăgoteni) насеље је у Румунији у округу Бихор у општини Реметеа. Oпштина се налази на надморској висини од 188 m.

## Становништво
Према подацима из 2002. године у насељу је живело 467 становника, од којих су сви румунске националности.